# Танкист-ас
Танкист-ас (фр. as — туз; первый в своей области; также танкист-снайпер) — мастер танкового боя. Впервые слово «ас» было применено в Первую мировую войну к военным лётчикам, в совершенстве владеющим искусством пилотирования и воздушного боя и сбившим не менее 5 самолётов противника; в дальнейшем оно стало применяться и в других областях военного дела.
В отличие от авиации, где истребитель — оружие индивидуальное, танк — оружие коллективное. Бой ведёт не только его командир, но и весь экипаж, от слаженности действий которого зависит результат.

## Первые танкисты-асы
Первый танковый бой, в котором танкисты записали на свой счёт первый подбитый танк противника, произошёл во время Первой мировой войны. 24 апреля 1918 года в 9:30 во время наступления в Пикардии (операция «Михаэль») три германских танка A7V 3-го «штурмового отделения» вступили в бой с тремя английскими танками Mk IV роты «А» 1-го танкового батальона у Виллер-Бретонне. После того как пулемётные Мк IV с повреждёнными снарядами бортами вынуждены были отойти, в бою остался лишь пушечный («самец») Mk IV (командир танка — лейтенант Ф. Митчелл, англ. Frank Mitchell). Тем не менее, с немецкой стороны бой фактически также вёл только один из танков (№ 561, «Никсе», командир танка лейтенант Бильц (нем. Wilhelm Biltz) из-за неудачного расположения на местности. Танк Бильца вёл огонь с места из пушек и пулемётов (в том числе бронебойными пулями), в то время как танк Митчелла постоянно маневрировал, сделал несколько выстрелов сходу, а в дальнейшем вёл огонь с коротких остановок. В результате у A7V после трёх попаданий был повреждён масляный радиатор, а у Мк IV Митчелла разорвало гусеницу. A7V смог отойти на небольшое расстояние и был покинут экипажем. Два других немецких танка отошли. Это дало основание англичанам справедливо считать себя победителями в первом танковом бою. 24-25 апреля танковые поединки продолжились. Таким образом, бой у Виллер-Бретонне показал, что танк может являться эффективным противотанковым средством.
Один из первых танковых боёв с участием советских танкистов произошёл во время гражданской войны в Испании 29 октября 1936 года у населённого пункта Сесения (30 км южнее Мадрида). Танковая рота Т-26 под командованием капитана П. М. Армана нанесла противнику внезапный удар из заранее подготовленной танковой засады. Лично П. М. Арман уничтожил 3 танка, став первым в истории Красной Армии танкистом, удостоенным звания Героя Советского Союза.
Подчинённый П. М. Армана, лейтенант С. К. Осадчий, совершил в этом же бою первый в мире танковый таран, столкнув в лощину итальянскую танкетку «Ансальдо».

## Во время Второй мировой войны
Лучшим танковым асом СССР во время Второй мировой войны является Дмитрий Фёдорович Лавриненко, подбивший вместе со своими экипажами 52 танка. Среди мастеров танкового боя нацистской Германии, воевавших на Восточном фронте, были такие, чей боевой счёт приближался к двум сотням. Немецкие танкисты воевали с 1939 года на разных фронтах, но наибольшего успеха они добились в Северной Африке в 1941—1942 годах, на Восточном фронте в 1943—1945 годах и на Западном фронте в 1944 году. Рекорд по количеству побед — более 168 советских танков и самоходных артиллерийских установок — принадлежит фельдфебелю Курту Книспелю.

## Во время войны во Вьетнаме
Во время войны во Вьетнаме известно по меньшей мере о двух танковых асах.
Известен подвиг северовьетнамского командира Нгуена Нхан Трена на танке Т-54 с бортовым номером 377, который в бою весной 1972 года уничтожил 7 южновьетнамских танков M41 «Уокер Бульдог», до того как был подбит из гранатомёта M72 LAW.
Во время обороны порта Куа Вьет в конце января 1973 года совершил подвиг северовьетнамский командир Нгуен Ван Хоан на танке ПТ-76 с бортовым номером 704. Порт оборонялся лишь ротой из 66-го механизированного полка в составе 1 танка и 4 бронемашин, южновьетнамцы же для штурма использовали 7-ю и 17-ю танковые роты и 20-й танковый полк в составе 80 танков и 50 БТР. Не имея путей к отступлению, рота 66-го полка вынуждена была пойти в самоубийственную атаку во фланг. До прибытия подкреплений по морю (1 танка и 2 БТР) в роте уцелел лишь 1 БТР, при этом южновьетнамцы потеряли 29 танков и бронемашин. Непосредственно единственный танк ПТ-76 поджёг 5 и подбил 2 танка противника, в том числе тяжёлые M48A3.

## Во время Шестидневной войны
Во время Шестидневной войны известен бой между египетскими и израильскими танками, в ходе которого один из египетских Т-55 поразил миномётную установку со снарядами. В результате мощного взрыва 20 израильских солдат были убиты на месте и ещё десятки ранены, было выведено из строя 7 бронетранспортёров и 1 легкий танк AMX-13 (по другим данным, уничтожены 2 танка).
Известен также подвиг неизвестного экипажа израильского лёгкого танка AMX-13, который в бою уничтожил 7 иорданских танков M48 «Паттон».

## Во время Индо-пакистанской войны 1971 года
Во время Индо-пакистанской войны 1971 года известен подвиг индийского танкиста Аруна Хетарпаля.
17-му танковому полку «Poona Horse», в котором он служил была поставлена задача захватить плацдарм на берегу реки Басантар возле города Шейкар Гар. Выполнению задачи помешали минные поля, которые индийские саперы начали расчищать. При выполнении задачи наполовину, сапёры заметили наступление нескольких десятков пакистанских танков на них (это были две роты M48 13-го полка). Сапёры оказались под тяжёлым огнём танков и артиллерии и запросили помощь, но помочь им мог всего лишь один взвод из 3 танков 17-го полка. В последующем жестоком встречном танковом бою все три индийских танка были утеряны - первый получил попадание и был оставлен экипажем, второй сломался и так же был брошен, экипаж третьего горящего танка остался в машине, первая пакистанская рота отступила с потерями, во второй осталось всего 5 танков. Командующий индийцами приказал последнему экипажу покинуть танк и приготовился объявить о провале всей операции. Однако командир последнего индийского танка Арун Хетарпаль отказался выполнять приказ командующего и на горящей машине пошел в атаку на пакистанские танки. Арун Хетарпаль успел добить пакистанские танки прежде чем сам погиб от полученных ранений, плацдарм был спасён. За свои героические действия Арун Хетарпаль, в возрасте 21 год, был посмертно награждён высшей воинской наградой Индии Парам Вир Чакра.

## Во время войны Судного дня
Одной из самых известных и ярких страниц военной истории Израиля является подвиг лейтенанта Цви Грингольда (кавалер высшей воинской награды Израиля — медали «За героизм»). Во время войны Судного дня командир танка «Центурион» 188-й танковой бригады «Барак» 36-й бронетанковой дивизии АОИ за 6 октября, Грингольд заявил что уничтожил 20 сирийских Т-55 и Т-62, при этом сам сменил 6 танков «Центурион», которые были подбиты, был тяжело ранен. Израильское командование сразу после войны объявило о 30-50 уничтоженных им танках. Информации объясняющей различие в цифрах самого Грингольда и то что ему приписало командование найти не удалось. По словам самого Грингольда, за ночь с 6-го по 7-е октября танки, которыми он командовал, израсходовали, в общей сложности, около 200 снарядов.
Менее известным является успех экипажа танка Шот Каль под командованием майора Шмуэля Аскарова, уничтожившего в первый день сирийского наступления 35 Т-54/55 и большое количество бронетранспортёров. В ходе этого боя израильский танк получил четыре попадания, и после очередного попадания снаряда Т-54 Аскаров был ранен и танк вышел из строя.
На синайском фронте известным асом был командир израильской 14-й бригады полковник Амнон Решеф. 14 октября, он командуя танком M48 подбил 2 египетских танка Т-55. 16 октября во время крупнейшей танковой битвы войны - битвы за «Китайскую ферму», Решеф для канала Discovery рассказывал как он на танке M48 подбил 5 египетских танков Т-55, причём которые были на расстоянии всего 50 метров. Стоит заметить, что для издания The Jerusalem Post Решеф рассказывал что подбил 4, а не 5 танков, заявив что пятый успел скрыться.

## Во время Ливанской войны
10 июня 1982 года в пригороде Бейрута экипаж израильского M60 под командованием Ури Хохштетера уничтожил в одном бою семь сирийских Т-62.

## Во время турецкого вторжения на Кипр
В ходе вторжения на Кипр, турецкие войска обладали подавляющим численным преимуществом, что заставило греков-киприотов использовать буквально каждый захваченный трофей. 2 августа сделав засаду, греческим войскам удалось захватить один танк M47 «Паттон». 14 августа этому единственному танку, под командованием сержанта Константина Дрососа, пришлось оборонять деревню Скиллура, которую атаковали больше 30 турецких «Паттонов». Греческий танк выехал из окружённой деревни — абсолютно одинаковый танк турки приняли за свой и не обратили внимания. В течение двух часов «троянский» M47 расстреливал в спину ничего не понимающие турецкие войска, после чего вышел к позициям своих. На счету экипажа этого «троянского танка» семь уничтоженных M47.

## Во время войны в Грузии 2008 года
Во время войны в Грузии 2008 года российский танкист Яковлев Юрий Павлович во главе батальонной тактической группы одним из первых выдвинулся навстречу противнику. В ночном бою с 8 на 9 августа группа захватила военную базу грузинских войск в районе населённого пункта Хетагурово, принудив бронетехнику противника к отходу. Утром 9 августа в бою с численно-превосходящей бронетехникой экипаж Т-72 Яковлева уничтожил 7 единиц грузинской бронетехники. Другой танк группы под командованием сержанта Мыльникова Сергея Андреевича уничтожил 3 бронемашины. В последующем бою в Цхинвале Т-72 Мыльникова уничтожил ещё 2 грузинских танка и 3 единицы легкой бронетехники. Капитану Яковлеву Юрию Павловичу и сержанту Мыльникову Сергею Андреевичу было присвоено звание Героев Российской Федерации.